# Jacques Gans
Isaäc (Jacques) Gans (Hilversum, 7 december 1907 - Amsterdam, 26 augustus 1972) was een Nederlandse schrijver, journalist en columnist.
Jacques Gans was een zoon van Levie Gans en Johanna Gesina Mos. Hij trouwde in 1938 met de Deense Ester Margrethe Steffensen, van wie hij in 1942 scheidde. In 1951 trad hij in het huwelijk met Cornelia Hendrika van Ginkel, uit welk huwelijk twee kinderen werden geboren.

## Jaren dertig
Na een korte carrière als kantoorbediende vertrok Gans in 1929 naar Parijs, waar hij als schrijver en dichter wilde wonen en werken en waar hij - met tussenpozen - tot 1939 zou verblijven. Eind 1931 haalde de journalist Nico Rost hem over naar Berlijn te komen. Daar sloot hij zich aan bij de Duitse communistische partij en nam hij deel aan betogingen en straatgevechten tegen het nationaalsocialisme. Over zijn verblijf daar schreef hij in 1948 "Berlijns Dagboek". Kort nadat Hitler op 30 januari 1933 aan de macht was gekomen, ging Gans terug naar Parijs. Daar kwam hij in contact met E. du Perron, met wie hij intensief correspondeerde totdat deze in 1936 naar Nederlands-Indië vertrok. Du Perron moedigde hem aan te schrijven en hielp hem bij de publicatie van zijn stukken en gedichten. Gans had zich na de machtsovername door Hitler afgekeerd van het communisme en werd in december 1933 geroyeerd als lid van de CPH. Met anderen richtte hij in november 1933 de Communistische Partij Oppositie (CPO) op, om vervolgens in april 1934 lid te worden van de RSP van Henk Sneevliet. Zijn teleurstelling over het optreden van de 'revolutionaire' partijen bij het Jordaanoproer in juli 1934 was groot: "Geen parool, geen actie, geen materiaal, met niets werden de menschen in de Jordaan en elders ondersteund" schreef hij aan Du Perron. Hij wendde zich daarom ook af van de trotzkistische RSP. De literatuur ging een steeds belangrijkere rol in zijn leven spelen, maar pogingen om een roman te schrijven en een nieuw tijdschrift over de Franse letterkunde op te richten mislukten. Onder invloed van zijn echtgenote keerde hij terug naar Nederland om een wat zekerder bestaan op te bouwen. Zijn huwelijk strandde en dat verschafte hem het materiaal voor de sterk autobiografische roman Liefde en goudvisschen die in 1940 verscheen, goed werd ontvangen en na de oorlog enkele malen werd herdrukt.

## Duitse bezetting
Tijdens de Duitse bezetting raakte Gans als assistent van Jean Lenglet betrokken bij de uitgave van Vrij Nederland. In de loop van 1942 werd de grond hem - hij was bovendien half-joods - zo heet onder de voeten dat hij besloot naar Engeland te vluchten. Hij vertrok in oktober 1942 uit Nederland en bereikte via België, Frankrijk en Spanje bijna een jaar later Groot-Brittannië. In 1951 publiceerde hij Het veege lijf over zijn ervaringen tijdens die tocht. In Engeland ontdekte Gans geheime notities van het tweede kabinet Gerbrandy met plannen om Nederland na de bevrijding zonder parlement te regeren. Hij fulmineerde daar heftig tegen en richtte samen met onder anderen Loe de Jong en A. den Doolaard het 'Comité van Actie tegen het Neo-fascisme' op, dat enkele maanden actief was.

## Columnist
Na de bevrijding keerde Gans naar Amsterdam terug. De noodzaak om na zijn tweede huwelijk voor zijn gezin te zorgen bracht hem ertoe in 1953 columnist te worden voor de Haagse Post. In 1955 maakte hij de overstap naar De Telegraaf. Voor deze laatste krant schreef hij tot zijn dood meer dan vijfduizend columns, waarin hij tot genoegen van sommigen en tot ergernis van anderen regelmatig heftig te keer ging tegen de Partij van de Arbeid. Jacques Gans stierf in 1972 aan een hartaanval en werd op Zorgvlied begraven.

## Publicaties van Jacques Gans
- Liefde en goudvisschen, Amsterdam: Van Kampen, 1940; tweede druk 's-Gravenhage: D.A. Daamen 1946.
- Berlijnsch Dagboek, Bussum: Kroonder, 1948
- Het veege lijf, Amsterdam: Van Oorschot, 1951
- Nonchalante notities, Maastricht: Leiter-Nypels, 1953 (columns uit de Haagse Post)
- Nieuwe nonchalante notities, Amsterdam: Van der Peet, 1954 (columns uit de Haagse Post)
- Van ganser harte, Amsterdam: Strengholt, 1956
- Een onaangepast mens, Amsterdam: Van der Velden, 1981
- Bladstil op Vlieland: Impressies van een waddeneiland, Amsterdam/Antwerpen, De Prom, 2003
- 'Als het moet, alleen tegen de geheele wereld'. De briefwisseling tussen E. du Perron en Jacques Gans 1933-1936, Amsterdam: Stg. Neerlandistiek VU, 2006